# Catedral de Nuestra Señora de Narek (Buenos Aires)
La Catedral de Nuestra Señora de Narek o alternativamente Catedral Armenia de Nuestra Señora de Narek es el nombre que recibe un edificio religioso afiliado a la Iglesia católica que se encuentra ubicado en la calle Charcas ciudad de Buenos Aires capital del país sudamericano de Argentina. La congregación sigue el rito armenio (Հայկական պատարագ) en plena comunión con el papa en Roma. Se trata de una de las 5 catedrales católicas ubicadas en esa localidad siendo las otras la que sigue el rito romano (Catedral Metropolitana de la Santísima Trinidad), la Maronita (Catedral de San Marón), la de rito ucraniano (Catedral Nuestra Señora del Patrocinio) y la del obispado castrense (Stella Maris). No debe ser confundida con la catedral armenia de San Gregorio el iluminador (Iglesia apostólica armenia).
La propiedad sobre la que está construida la actual estructura fue comprada en 1942 donde funcionó una pequeña capilla, la obra de la nueva iglesia se desarrollaron entre 1971 y 1981 cuando fue consagrada oficialmente. El templo es la iglesia principal de la Eparquía armenia de San Gregorio de Narek en Buenos Aires (Eparchia Sancti Gregorii Narekiani Bonaërensis Armenorum) creada en 1989 mediante la bula "Cum Christifideles ritus Armeni in República Argentina" del entonces papa Juan Pablo II para atender las necesidades religiosas de la comunidad católica armenia local.
La iglesia esta bajo la responsabilidad pastoral del obispo Mons. Pablo Hakimian.

## Véase también

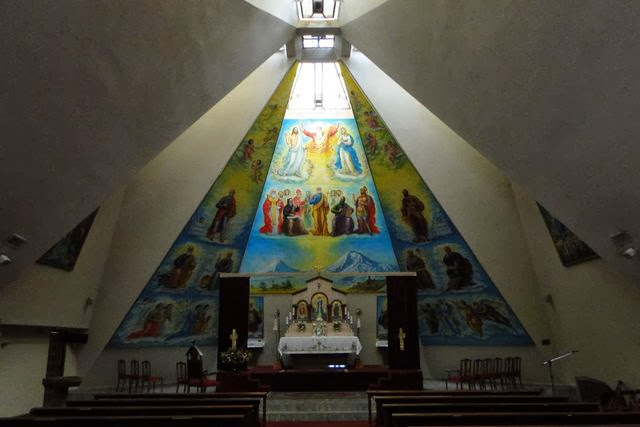
Vista interna